# ژندا
ژندا (به بلغاری: Zhenda) یک منطقهٔ مسکونی در بلغارستان است که در شهرستان چرنوچن واقع شده‌است.